# لي هولمز
لي هولمز (بالإنجليزية: Lee Holmes)‏ (2 أبريل 1987 المملكة المتحدة - ) هو لاعب كرة قدم بريطاني يلعب كلاعب وسط.

## وصلات خارجية
لي هولمز على موقع قاعدة بيانات كرة القدم.إي يو (الإنجليزية)
- لي هولمز على موقع Soccerbase.com (لاعب) (الإنجليزية)